# 菊山嘉男

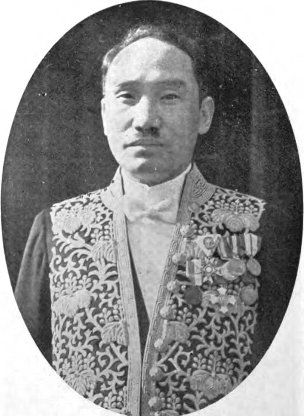
菊山嘉男

菊山嘉男（日语：／ Kikuyama Yoshio，1889年3月5日—1977年2月23日）是日本内务省、警察官僚，曾任官选县知事。

## 经历
菊山嘉男出生于三重县，是家中长子，父亲名为菊山末三。高中毕业于第七高等学校造士馆。1913年毕业于东京帝国大学法科大学政治学系，同年11月通过高等文官行政科考试，进入内务省，为千叶县所属 。
之后历任大分县警察部部长、朝鲜总督府事务官及专卖局局长等职务 。
1933年8月就任山口县知事，任内配合县议会施政，推进农山渔村经济振兴计划。1936年6月调任宫城县知事，1939年4月卸任，同年退休。1939年任京都市副市长。1942年任纤维制品統制協議会理事长。
二战后，先后担任中央行政监察委员会事务局局长、地方财政委员会委员。 1957年任公明选举联盟理事。 

## 著作
- 《伊达政宗的南蛮遣使与使节支倉六右衛門》（伊達政宗の南蛮遣使と使節支倉六右衛門），藩祖伊達政宗公顕彰会，1938年。

## 脚注
1. 1 2 3 4 5  『新編日本の歴代知事』860頁。
2. ↑  『朝日新聞』（東京本社（日语：朝日新聞東京本社）発行）1977年2月24日朝刊、23面の訃報より。
3. 1 2  『日本官僚制総合事典：1868 - 2000』205頁。
4. ↑  『日本官僚制総合事典：1868 - 2000』132頁。
5. 1 2 3  『新編日本の歴代知事』151頁。